# منوچهر سوم
منوچهر سوم در سده دوم میلادی شاه پارس، یک دولت خراجگزار شاهنشاهی اشکانی، بود. او فرزند منوچهر دوم بود.